# 페드루 아메리쿠

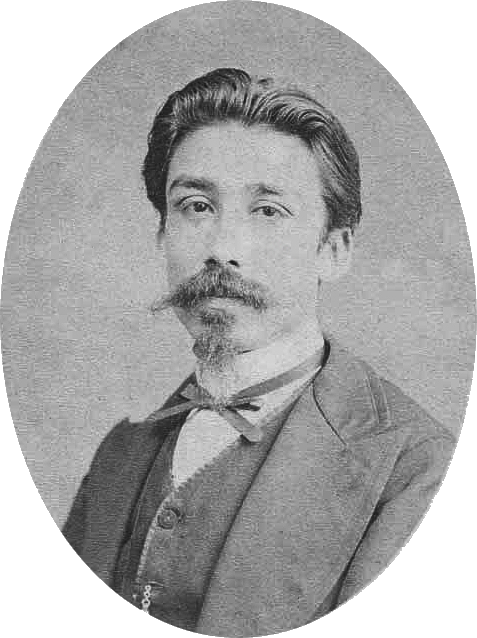
페드루 아메리쿠

페드루 아메리쿠(포르투갈어: Pedro Américo, 1843년 4월 9일 ~ 1905년 10월 7일)는 브라질의 소설가, 수필가, 시인, 화가였다. 브라질에서 가장 중요한 학술 화가 중 한 명으로 가장 잘 알려져 있으며 국가적으로 큰 영향을 미친 작품을 남겼다. 그는 어린 나이부터 예술에 관심이 많았으며 천재 아동으로 여겨졌다. 아주 어린 나이에 브라질 북동부를 가로지르는 자연주의자 탐험대에 제도사로 참여했고, 제국 미술 아카데미에서 공부하기 위한 정부 지원을 받았다. 그는 유명한 화가들과 함께 공부하며 파리에서 예술적 발전을 이루었지만, 과학과 철학에도 헌신했다. 브라질로 돌아온 후 얼마 지나지 않아 그는 아카데미에서 가르치기 시작했고 성공적인 경력을 쌓았으며, 시민적이고 영웅적인 성격의 위대한 그림으로 명성을 얻었고, 황제 페드루 2세가 육성한 국가의 문명화 및 현대화 프로그램에 참여했다. 제국 아카데미는 예술 분야를 규제하고 집행하는 부서였다.
그는 브라질과 유럽을 오가며 경력을 쌓았고, 두 곳 모두에서 그의 재능은 인정을 받았으며, 비평가와 대중으로부터 큰 호의를 받았지만 큰 논란을 일으키고 반대자들을 만들어냈다. 당시의 새로운 아방가르드들에게 페드루 아메리쿠는 부인할 수 없이 희귀한 재능을 가진 화가였지만, 무엇보다도 그는 학계가 보수적이고, 엘리트주의적이며, 브라질 현실과 거리가 멀다고 주장하는 모든 것의 주요 상징 중 하나가 되었다. 그의 위대한 예술적 공로는 그를 이 나라가 배출한 가장 위대한 화가 중 한 명으로 만들었고, 그의 명성과 삶에서의 영향력, 그가 제도적, 문화적, 정치적 성과에서 불러일으킨 뜨거운 논쟁은 식민지 상태에서 벗어나고 현대적 방법론적, 개념적 기반에 새로운 예술 시스템을 통합하는 중요한 순간에 그를 19세기 말 브라질 문화사에서 가장 중요한 인물 중 한 명으로 부각시켰다.
그는 미학, 미술사 및 철학에 대한 방대한 저술을 남겼다. 그는 또한 몇 편의 시와 4편의 소설을 남겼지만 오늘날에는 거의 기억되지 않는다.